# صدمة الطفولة المبكرة
يشير مصطلح صدمة الطفولة المبكرة إلى المِحَن التي يمر بها الطفل في مرحلة الطفولة المبكرة، وهي الفترة النمائية الأكثر حرجا في حياة الإنسان. قد تؤدي التجارب المؤلمة في مرحلة الطفولة المبكرة إلى العديد من المشكلات مع تقدم العمر، وذلك في الفترة النمائية الحرجة من حياة الطفل والتي تبدأ من الحمل حتى عمر خمس سنوات. ويكون لتجارب الطفولة، الإيجابية والسلبية، تأثير هائل على إمكانية الإيذاء وارتكاب أعمال العنف في المستقبل، كما تؤثر على الصحة والفرص المتاحة للفرد مدى الحياة. لذلك تعتبر التجارب المبكرة من قضايا الصحة العامة.و يشار إلى الكثير من البحوث الأساسية في هذا المجال باسم خبرات الطفولة الضارة (ACEs). 
وتظهر الأبحاث أنه حتى مشاهدة الأحداث الصادمة يمكن أن تؤثر على النمو البيولوجي لدماغ الطفل - مما قد يؤدي إلى قصور في الوظائف العاطفية يستمر مدى الحياة. تدل الأبحاث التي أجريت على الخبرات والقدرات العاطفية لدى الأطفال أن الأطفال الذين مروا بتجارب مليئة بالانفعالات العاطفية لديهم وعي زائد بالإشارات العاطفية؛ مما يساعد في تفسير هذه الإشارات بشكل فعال.  ومع ذلك، تشير الأبحاث إلى أنه لاتوجد بالضرورة علاقة وطيدة بين الخبرات والقدرات العاطفية وأن الأطفال الذين يكبرون في بيئة منزلية جارحة، سواء كانوا يعانون من سوء المعاملة أو الإهمال، يظهرون فهما ضعيفا للمشاعر إذا أظهر الآباء مستويات عالية من الغضب أو العداوة. عادة لا تتاح الفرصة للشباب الذين يكبرون في بيئات مضطربة عاطفياً للإحساس بالمشاعر التي تسبب الضيق والتعبير عنها. وبالمثل، ترتبط مشكلات الاستدماج الذهني مثل القلق والاكتئاب والانسحاب والشكاوى الجسدية بأشكال أخرى من اضطراب التنظيم العاطفي التي تتضمن مواجهة صعوبة في الانتباه والتحكم المعرفي. 
قدم الباحثون أيضًا نتائج حول تطور مهارة التعرف على العاطفة من خلال الوجه لدى الأطفال الصغار الذين تعرضوا للإيذاء الجسدي والإهمال. وذكروا أن التعرف على العاطفة أمر مهم لأنه يمثل أساس النجاح المستقبلي للسلوك العاطفي الاجتماعي. توضح النتائج التي توصلوا إليها أن الأطفال الذين تعرضوا للإيذاء الجسدي يجدون صعوبة في التعرف على الحزن والاشمئزاز بينما يواجه الأطفال المهملون صعوبة أكبر في التمييز بين الاختلافات في التعبيرات العاطفية. ومع ذلك، يميل كل من الأطفال الذين يتعرضون للإيذاء البدني والإهمال إلى تقييم تعبيرات الغضب والحزن بشكل مشابه للتعبيرات المحايدة عاطفياً. بالإضافة إلى ذلك، يرى الباحثون أن التعرض للتعبير العاطفي بمستوى مناسب يدعم التعلم الجيد للعاطفة عند الأطفال، ولكن التعرض المتزايد للغضب والعداء أو ضعف التواصل يمكن أن يؤدي إلى تعلم العواطف بشكل غير سليم.
تشير نتائج البحوث البيولوجية العصبية الحديثة إلى أن الصدمة النفسية في الطفولة، يمكن أن تؤثر على نفس نظم الاستجابة الفسيولوجية التي تؤثر عليها الصدمة الجسدية. تنشأ العاطفة عصبيا كنتيجة للتفاعل بين عمليات الإدراك التصاعدية والتنازلية. ويتضمن التنظيم العاطفي العديد من مناطق المخ وشبكة وظيفية منتشرة على نطاق واسع مع روابط ثنائية الاتجاه بين العديد من المناطق الخاصة بالعاطفة في الدماغ. على سبيل المثال، حددت الأبحاث المناطق النشطة الأساسية عند إدارة المهام العاطفية، وهي: اللوزة المخاطية والمهاد البطني والمهاد البصري والوِطَاء والسِّنْجابِيَّةُ المُحِيْطَةُ بالمَسَال.
يرتبط نضج النظم العصبية والعصبية الصماوية عند الأطفال النامية بشكل طبيعي بانخفاض التقلب العاطفي وزيادة ضبط النفس. ومع ذلك، تعتمد هذه العمليات أيضًا على نضوج التنظيم السمبتاوي في مرحلة الطفولة المبكرة وعلى التطورات في المحور الوطائي-النخامي-الكظري (HPA)، والتي تتشكل من خلال التجارب الإيجابية المبكرة وتلقي الرعاية. لذلك، قد تحول البيئات المنزلية التي لا تعزز النضج الصحي في أنظمة الدماغ دون تطور اللغة كوسيلة لفهم العواطف وتوصيلها بفعالية، وغيرها من العمليات المعرفية التي ينظمها النظام الانتباهي.
من المعتقد أن تنمية المرونة النفسية يقلل بشكل كبير من آثار صدمة الطفولة على نمو الطفل. وتؤدي مِحنة الطفولة المبكرة إلى تغيير نظام المناعة المحيطي والمركزي وزيادة حساسية استجابة الجسم المناعية للكوكايين في مرحلة البلوغ.